# Clea (cómic)
Clea es un personaje que aparece en los cómics estadounidenses publicados por Marvel Comics. Creada por los coguionistas Stan Lee y Steve Ditko, Clea apareció por primera vez en Strange Tales #126 (noviembre de 1964). Ella es una hechicera, discípula, amante y, finalmente, esposa del Doctor Stephen Strange, y su sucesora como Hechicera Suprema.
Clea es una ser de apariencia humana y maternalmente está relacionada con la raza de seres de energía de otra dimensión, los Faltine. Es la hija de Umar y sobrina del tirano demoníaco Dormammu. La noble Clea ha sido, esporádicamente, gobernadora de la Dimensión Oscura, el reino místico al que Dormammu había sido desterrado y que posteriormente conquistó.
El personaje fue interpretado por Anne-Marie Martin, acreditada como Eddie Benton, en la película para televisión de 1978 Dr. Extraño, y por Charlize Theron en el Universo Cinematográfico de Marvel en Doctor Strange en el multiverso de la locura (2022).

## Historia de publicación
El personaje fue presentado durante un arco narrativo en el que el Doctor Extraño enfrentó a Dormammu por primera vez. Clea permaneció sin nombre por varios números, referida como la "mujer cautiva", o "la misteriosa chica de cabello platinado". Se señaló más tarde que su padre es el discípulo más cercano de Dormammu. Sin embargo, no fue hasta dos años después que su nombre fue revelado finalmente.
Inicialmente nada indica que Clea y Umar están relacionadas, o incluso si se conocen entre sí. De hecho, la hermana de Dormammu imita las tácticas de su hermano y se va tras Clea como una forma de lastimar a Extraño. Más tarde, se reveló que Umar era su madre, y que su padre era Orini, un discípulo de Dormammu y gobernante de la Dimensión Oscura.
En 2004, Clea apareció en la serie Witches junto con Jennifer Kale, Satana, y Topaz.
Brian Michael Bendis ha descrito a Clea como: "... la amante de la Dimensión Oscura y ... la ex novia / esposa de Strange. Fue entrenada por Strange, allí mismo en su casa. Ella era su alumna más preciada. Era extraño lo que era para el Anciano [el instructor de Strange en las artes místicas]. Pero como Señora de la Dimensión Oscura, ella no ha estado mucho en este plano de la existencia últimamente. Y quién la tomará en serio [ sic ] en esos ¿pantalones?"
Después del evento "Muerte del Doctor Strange" de 2021, Clea se convierte en la Hechicera Suprema oficial en su propia serie en solitario, Strange, escrita por Jed MacKay.

## Biografía del personaje ficticio
Clea observó al Doctor Extraño en la Dimensión Oscura, impresionada por su coraje. Ella le advirtió a Extraño que no se enfrentase a Dormammu, y Dormammu la castigó por su traición. Sin embargo, Extraño lo obligó a liberarla. Ella se convirtió en la única aliada de Extraño en la Dimensión Oscura, y pronto se convirtió en prisionera de su tío.
Umar tomó a Clea de rehén y casi la mató. El Anciano envió a Clea a una dimensión de bolsillo para salvarla de Umar. Clea fue encontrada y liberada por el Doctor Extraño, y se fue a vivir en la Tierra con él.
Clea fue capturada más tarde por Daga Plateada. El espíritu del Doctor Extraño convivió en su cuerpo para que puedan derrotar a Daga Plateada. Umar luego atacó a Clea en la Tierra, y Clea la combatió.
Clea ayudó a salvarse de ser sacrificada por Dormammu, y llegó a creer que Morganna Blessing amaba a Extraño más que ella. Clea y Extraño tarde ayudaron a liderar una rebelión en la Dimensión Oscura. Clea descubrió que Umar era su madre, y Clea derrotó a Umar en una batalla mística. Clea le reveló a los habitantes de la Dimensión Oscura que a su madre no le importaban sus súbditos en absoluto y estaba dispuesta a ponerlos en peligro para derrotar a Clea. La población se convenció de que Clea debería gobernarlos y las "Llamas de Regencia" aparecieron en la cabeza de Clea. Las Llamas de Regencia le dieron a Clea el poder suficiente como para derrotar y desterrar a Umar y a su padre Orini de la Dimensión Oscura, y Clea tomó el trono de la Dimensión Oscura.
Clea y Extraño intercambiaron votos y se volvieron uno de acuerdo a las leyes de la Dimensión Oscura. Varios meses después, Dormammu regresó a la Dimensión Oscura y reclamó el trono de nuevo. Clea fue tomada como rehén para atraer al Doctor Extraño, pero Extraño y Clea logró escapar de Dormammu y llegó cerca de Umar. Umar intentó matar a Extraño, pero se enteró de que sus hechizos herían a Clea y a Extraño. Clea le reveló a su madre que se había casado con Extraño. Umar confesó que ella no quería hacerle daño a su hija y ayudó al Doctor Extraño y Clea en derrotar a Dormammu. Umar y su nuevo amante, el Barón Mordo, exigieron gobernar la Dimensión Oscura, pero le prometieron a Clea que no iban a abusar de sus poderes. Clea aceptó de mala gana y regresó a la Tierra con Extraño.
Algún tiempo después, el Faltinean Flyx se le apareció y le dijo que Umar y Mordo traicionaron su confianza. Clea y Flyx reunieron un ejército para derrotar a Umar y Mordo, pero Flyx se reveló como Dormammu disfrazado. Él absorbe los poderes de Umar y Mordo y Clea permaneció en la Dimensión Oscura como líder de la resistencia contra Dormammu.
El Doctor Extraño le contó a los Illuminati cómo Clea lo dejó para dirigir la rebelión en Dimensión Oscura.
Clea regresa y se revela que se ha estado escondiendo en el salón de Odín gracias a Valquiria, que viene a pedirle que reviva a la recientemente fallecida Annabelle Riggs. Después de realizar un hechizo para resucitarla, que hace que Annabelle y Valquiria compartan un cuerpo, Clea se va con ellos para ser parte del equipo de Los Defensores.
Durante la historia de "La muerte del Doctor Strange", Clea cae de un portal en el cielo y es atrapada por un remanente temporal del Doctor Strange. Wong le informa sobre lo que le pasó al Doctor Strange. Clea afirma que señores de la guerra interdimensionales como Aggamon, Dagoth, Tiboro y Umar están huyendo de las Tres Madres. Cuando llegan las Tres Madres, Clea es testigo de la desastrosa pelea de los Vengadores con ellos antes de que las Tres Madres se retiren y prometan volver por ellas más tarde. Strange, Wong y Clea se unen para derrotar a las Tres Madres, aunque Strange muere y lega el título de Hechicero Supremo a Clea. Doctor Doom llega al Sanctum y exige saber cómo Clea se ha convertido en la Hechicera Suprema a través de medios poco convencionales, aunque Clea se niega a revelar la información. En contra del consejo de Wong, Clea intenta resucitar a Strange.

## Poderes y habilidades
Clea es la Hechicera Suprema de la Dimensión Oscura, teniendo vastos poderes que involucran la manipulación de las fuerzas de la magia para una variedad de efectos. Ha expuesto habilidades tales como la transmutación, la formación y lanzamiento de rayos mágicos de energía concusiva, seres animados construidos mágicamente, la evocación de objetos y energías, teletransporte, telequinesia, levitación, el mesmerismo, proyectar el pensamiento, control de las mentes de otros, proyectar ilusiones, y la interceptación de la energía extradimensional invocando entidades u objetos de poder existentes en dimensiones tangentes a la Tierra recitando conjuros. Es de suponer que ella es capaz de reproducir cualquier hechizo realizado por su exmentor, el Doctor Extraño. Como desciende de la raza de los seres Faltine, se sugiere que ella puede generar su propia energía mística, al igual que Umar y Dormammu, y recurrir a ella para alimentar su magia. También posee una mayor resistencia y densidad corporal que la de un ser humano normal terrestre. Su edad es indeterminada y el ritmo al que envejece no se conoce, habiendo vivido por siglos pero que tiene la actitud y forma de una mujer de veinte años. Clea ha derrotado a la Encantadora en combate mágico, y armada con las Llamas de la Regencia, en el pico de sus habilidades mágicas, e incluso rivalizó con su madre Umar en poder puro, así superando al del Doctor Extraño mismo.
Clea posee un vasto conocimiento de la tradición mágica a través de extensos estudios sobre la hechicería como alumna del Doctor Extraño, que también la entrenó en el combate cuerpo a cuerpo.

## Otras versiones

### 1602
En la miniserie 1602, situado en la época colonial de América, la Clea de la Tierra-311 es la esposa del físico de la corte inglesa Dr. Stephen Extraño. Cuando Extraño muere, ella abre un portal y vuelve a su propio mundo.

### Earth X
En la serie Earth X, se revela que Clea traicionó al Doctor Extraño y lo mató a instancias de su amante, Loki, convirtiéndose en la Hechicera Suprema de esa realidad. Su traición es descubierta por Bruce Banner, y ella es rápidamente llevada por Thor y encarcelada en Asgard. Finalmente, el Doctor Extraño, arrepentimiento en sintiendo su aparente negligencia emocional de ella, viaja a Asgard con Xen (un equipo asiático de super-seres), para liberarla. Tiene éxito e intenta reavivar el amor entre ellos, pero Clea lo rechaza, diciendo que él aún no la entiende.

### Strange (2005)
Clea es presentada como algo así como una figura de guardián, que pasa todo el tiempo jugando a la niñera de Doctor Extraño y dándole un montón de "amor duro".

### Versión Ultimate
En Ultimate Marvel Clea aparece como la exesposa de Stephen Extraño que intentó criar a su hijo lejos de la magia, echándole la culpa por la pérdida de su marido. Esta Clea no parece tener un fondo mágico, o estar relacionada con ningún ser mágico.

## Recepción
Clea fue el puesto 28 en Comics Buyer's Guide's, lista de '100 mujeres más atractivas en Cómics'.

## Otros medios

### Televisión
- Clea, junto con Doctor Strange, hacen un breve cameo en el fondo del episodio de la serie animada de X-Men "Nightcrawler", cuando se muestran a Rogue, Gambito y Wolverine en una estación de esquí. Strange lleva ropa abrigada con un abrigo sobre un suéter que lleva la insignia de su hechicero y Clea está a su lado con ropa informal que lleva el esquema de color de su personaje (cabello rosado, morado, blanco).

### Películas
- En la película televisiva de 1978, Dr. Extraño, Clea, interpretada por la actriz Eddie Benton, aparece como una mujer común sin poderes mágicos y apellido, Clea Lake. Se convierte en un peón de la versión de Marvel de la hechicera Morgan le Fay (de las leyendas del Rey Arturo). Para salvar a Clea y frustrar los planes de Morgan, el Dr. Strange debe ingresar al mundo místico, en el que la batalla entre el bien y el mal se desarrolla en un nivel mágico.
- En la película animada directa para DVD Doctor Extraño, Clea es mencionada por Wong como una estudiante potencial para el Doctor Extraño mientras entran en la mansión del Sanctum Sanctorum pero no es realmente vista.
- Charlize Theron interpreta a Clea en la película de Marvel Cinematic Universe de 2022, Doctor Strange en el multiverso de la locura, haciendo un cameo en una escena de mitad de créditos.[32] Después de los eventos de la película, Clea se acerca al Dr. Stephen Strange y le advierte que sus acciones han desencadenado una incursión e invita a Strange a unirse a ella en la Dimensión Oscura.

### Videojuegos
- Clea aparece como un personaje no jugable en el videojuego Marvel: Ultimate Alliance con la voz de Marabina Jaimes. Ella puede ser vista en el Sanctum Sanctorum. Ella tiene un diálogo especial con el Doctor Extraño. Un disco de simulación protagonizado por el Doctor Extraño tiene a Clea siendo protegida por él del Barón Mordo, mientras están en el Reino de Mefisto.
- Clea aparece en el MMORPG Marvel Heroes, con la voz de Kari Wahlgren.
- Clea aparece como un personaje jugable en el juego móvil Marvel Future Fight.[33]
- Clea aparece como un personaje jugable en Lego Marvel Super Heroes 2.[34]